# Schoonspringen op de Olympische Zomerspelen 2012 – driemeterplank synchroon vrouwen
Het synchroonspringen op de driemeterplank voor vrouwen vond plaats op zondag 29 juli 2012 in Londen. De acht koppels die zich voor het toernooi wisten te kwalificeren kwamen uit in een directe finale. Regerend olympisch kampioenen waren de Chinese vrouwen Guo Jingjing en Wu Minxia.

## Uitslag
| Rang   | Namen                             | Land             | Sprongen | Sprongen | Sprongen | Sprongen | Sprongen | Totaal |
| Rang   | Namen                             | Land             | 1        | 2        | 3        | 4        | 5        | Totaal |
| ------ | --------------------------------- | ---------------- | -------- | -------- | -------- | -------- | -------- | ------ |
| Goud   | He Zi Wu Minxia                   | China            | 54,00    | 52,80    | 79,20    | 80,10    | 80,10    | 346,20 |
| Zilver | Kelci Bryant Abigail Johnston     | Verenigde Staten | 52,80    | 52,20    | 74,70    | 70,20    | 72,00    | 321,90 |
| Brons  | Jennifer Abel Émilie Heymans      | Canada           | 53,40    | 47,40    | 72,90    | 74,70    | 68,40    | 316,80 |
| 4      | Tania Cagnotto Francesca Dallapé  | Italië           | 52,20    | 52,20    | 74,70    | 63,90    | 71,10    | 314,10 |
| 5      | Sharleen Stratton Anabelle Smith  | Australië        | 49,20    | 49,20    | 70,20    | 69,75    | 66,60    | 304,95 |
| 6      | Olena Fedorova Hanna Pysmenska    | Oekraïne         | 49,20    | 48,00    | 63,00    | 72,90    | 69,30    | 302,40 |
| 7      | Alicia Blagg Rebecca Gallantree   | Groot-Brittannië | 49,80    | 52,20    | 56,70    | 72,00    | 54,90    | 285,60 |
| 8      | Cheong Jun Hoong Pandelela Rinong | Maleisië         | 46,20    | 47,40    | 54,00    | 71,10    | 64,80    | 283,50 |